# Visconde de Mozelos
Visconde de Mozelos é um título nobiliárquico criado por D. Luís I de Portugal, por Decreto de 8 de Maio de 1884, em favor de José Luís Nogueira.
Titulares
1. José Luís Nogueira, 1.° Visconde de Mozelos.

Após a Implantação da República Portuguesa, e com o fim do sistema nobiliárquico, usaram o título: 
1. António Maria Malheiro Reymão Nogueira, 2.° Visconde de Mozelos;
2. José António de Vasconcelos Reymão Nogueira, 3.° Visconde de Mozelos;
3. António Maria da Costa Lobo Reymão Nogueira, 4.° Visconde de Mozelos.